# Тропников, Николай Иванович
Николай Иванович Тропников — советский хозяйственный деятель, Герой Социалистического Труда.

## Биография
Родился в 1926 году в Вилегодском районе Северо-Двинской губернии. Член КПСС.
В 1942—1990 годах — механизатор в Архангельской области, шофер грузового автомобиля в транспортных организациях Москвы, бригадир водителей Главмосавтотранса исполнительного комитета Московского городского Совета депутатов трудящихся.
Указом Президиума Верховного Совета СССР от 7 сентября 1976 года присвоено звание Героя Социалистического Труда с вручением ордена Ленина и золотой медали «Серп и Молот».
Делегат XXVI съезда КПСС.
Жил в Москве.

## Награды и звания
- Герой Социалистического Труда (07.09.1976)
- Орден Ленина (07.09.1976)
- Орден Трудового Красного Знамени (28.02.1974)